# Teufelsbach (Namibia)

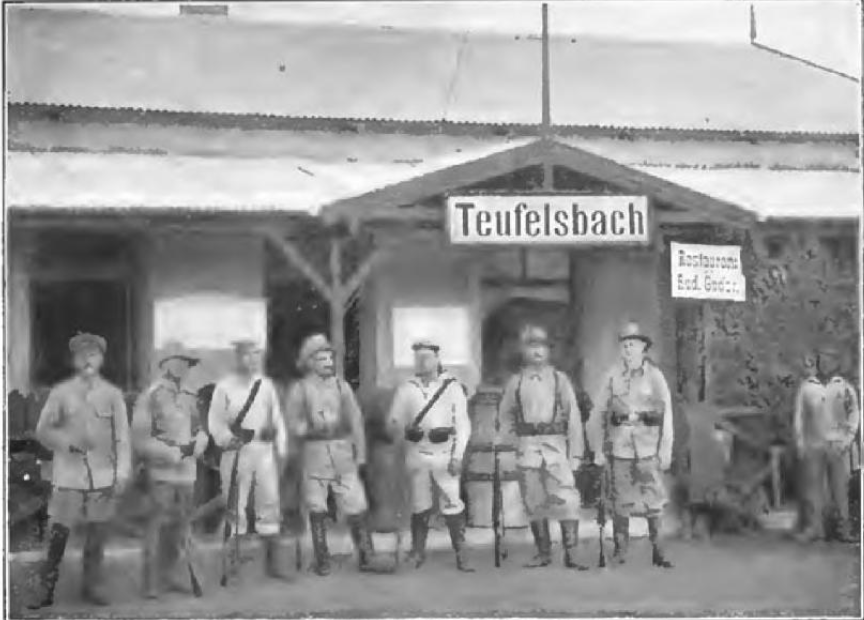
Bahnstation Teufelsbach mit Personal, ca. 1904

Teufelsbach ist eine Farm und Haltepunkt im Süden der Region Otjozondjupa im zentralen Namibia. Sie liegt etwa 26 Kilometer südlich von Okahandja, etwas östlich der von Nord nach Süd verlaufenden Autobahn A1.
Der Ort war zur deutschen Kolonialzeit Haltepunkt der Bahnstrecke Swakopmund–Windhoek und heute der Bahnstrecke Windhoek–Kranzberg. Etwa 18 Kilometer nördlich kreuzt die Bahnlinie den Swakop.
Zur Autobahn A1 existiert nahe dem Ort eine gleichnamige Anschlussstelle.

Eisenbahnbrücke über den Swakop bei Okahandja, um 1910

In der Umgebung liegen einige geographische Objekte, so der namensgebende Fluss Teufelsbach, ein rechter Nebenfluss des Otjihavera und der Teufelsberg (1529 m; 22° 12′ S, 16° 58′ O).